# Пантеллерия
Пантеллерия (итал. Pantelleria, сиц. Pantiddirìa), в древности Коссира (др.-греч. Κόσσυρος, лат. Cossyra, Costura) — вулканический остров в Сицилийском проливе в Средиземном море, в 100 км к юго-западу от Сицилии и в 70 км к востоку от африканского берега (Тунис). Пантеллерия целиком входит в состав одноимённой коммуны, относящейся к сицилийской провинции Трапани.
Покровителями острова почитаются Пресвятая Богородица, а также святые Фортунат Касейский и Кристина, празднование 16 октября. За пределами Италии остров известен своими сладкими («соломенными») винами из ароматного винограда дзибиббо (англ.).

## География
Остров имеет вулканическое происхождение, площадь 83 км². Высшей точкой является Монтанья-Гранде, высотой 836 м над уровнем моря. Горячие минеральные источники и фумаролы свидетельствуют о вулканической активности, также как и две кальдеры. Ещё одна кальдера образовала небольшое озеро Зеркало Венеры (итал. Specchio di Venere), глубиной до 12 м, питаемое дождями и подземными источниками. Остров имеет плодородные почвы, но испытывает недостаток пресной воды, которая поступает только в виде дождя.
Главный город (с населением около 3 тысяч человек) расположен на северо-западе, над единственной гаванью (и то доступной лишь малым судам). Также он имеет укрепления, в том числе ранее используемые как тюрьма.
На остров ходят паромы и СПК из Трапани, также он находится близ главных морских путей из Восточной части Средиземного моря в Западную. На острове есть аэропорт Маргана (ранее военный аэродром).

## История
Археологические раскопки показали наличие следов человеческого пребывания, в том числе жилищ, в слоях 35-тысячелетней давности.
Первоначальное население Пантеллерии переселилось туда не с Сицилии, а принадлежало к иберийским или лигурийским племенам. Во 2-1 тыс. до н. э. на острове существовала культура сесиотов, здания которых напоминали нураги на Сардинии. После значительного перерыва, в течение которого остров был предположительно необитаемым, он был взят под контроль карфагенянами, как важный пункт на подступах к Сицилии, вероятно, в начале VII века до н. э. Их акрополь занял оба холма — Сан-Марко и Санта-Тереза, в 2 км к югу от нынешнего города Пантеллерия. От города остались каменные стены, сложенные из прямоугольных блоков, и некоторое количество цистерн и резервуаров. Также были открыты карфагенские захоронения, и терракотовые статуэтки из небольшого святилища неподалёку от северного берега. Название «Пантеллерия» («дочь ветра») намекает на сильные ветры, дующие с африканского берега.
Римляне заняли остров в 255 году до н. э., потеряли его на следующий год, и вновь заняли в 217 году до н. э. Во времена Империи он использовался как место ссылки важных чиновников и членов императорской семьи. Город получил муниципальные права.
В 700 году христианское население было истреблено арабами, которых, в свою очередь, в 1123 году изгнал Рожер Сицилийский. В 1311 году арагонский флот под командованием Луиса де Рекесенса одержал близ острова значительную победу. Его потомки именовали себя принцами Пантеллерии до 1553 года, когда городом овладели османы. Во время Наполеоновских войн Адмиралтейство рассматривало возможность приобретения Пантеллерии (равно как и Лампедузы с Линозой), для укрепления положения на недавно приобретённой Мальте, но в 1812 году было решено, что предприятие повлечёт слишком много сопутствующих затруднений.
Вторая мировая война
Перед войной Италия начала строительство аэродрома, как противовес англо-французскому присутствию в регионе. В 1936—1939 годах аэродром Маргана был построен, с двумя ВПП и подземными двухэтажными (340х26х18м) ангарами на 80 самолётов (по проекту архитектора Пер Луиджи Нерви), но чем-либо значительным в войне не отметился — Италия не располагала достаточным количеством самолётов, чтобы размещать на всех своих авиабазах, в ноябре 1940 г. на аэродроме базировалось звено 80-й истребительной эскадрильи, с ноября 1942 г. по май 1943 г — 1-й ударный штормо (авиаполк). Также во время Второй мировой войны на острове располагалась итальянская база торпедных катеров, которые атаковали британские конвои, шедшие по Сицилийскому проливу. Также они участвовали совместно с немецкими вооружёнными силами в разгроме шедшего на Мальту английского конвоя (операция «Пьедестал»).
Захват острова планировался ещё в 1940 году (операция Workshop/Мастерская), но был отложен после появления немцев на Сицилии. Вновь внимание на остров было обращено в 1943 г. Он был одним из ключевых моментов успехов операции Союзников по высадке на Сицилии в 1943 году, поскольку позволял иметь больше самолётов, способных действовать по большей части территории Сицилии. Итальянцы же намеревались оборонять остров как «свою Мальту», для чего на острове был размещён 12-тысячный гарнизон, с припасами на 50 дней. С 8 мая по 10 июня Пантеллерия подвергалась жестокой бомбардировке с воздуха и с моря (более 5 тыс. вылетов), так что уже к концу месяца командующий гарнизоном покинул остров вместе со своим штабом. Все самолёты были разбиты, и когда 11 июня был высажен британский морской десант, итальянский гарнизон немедленно сдался. Операция по захвату острова называлась Operation Corkscrew (Штопор). USAF планировала сделать атаку Пантеллерии пробой сил и принудить к сдаче острова интенсивными бомбардировками. Британские воздушные и морские силы выступали наблюдателями.

## Достопримечательности
На западном берегу, в 3 км на юго-восток от гавани, расположено неолитическое поселение с валом из небольших обсидиановых блоков, высотой 7,5 м, шириной 10 м у основания и 5 м по вершине и незащищённой восточной стороной. Здесь были найдены хижины, с гончарными изделиями, изделиями из обсидиана и другие артефакты. Артефакты выставлены в историческом музее Сиракуз.
На юго-востоке, в районе, известном как Кунелие, есть большое число захоронений, называемых «сеси», похожих на нураги на Сардинии, но меньше в размерах и состоящих из круглых или эллиптических башен, сложенных из грубоотёсанных кусков лавы, с погребальными камерами. Пятьдесят семь из них ещё видны. Самая большая эллиптическая башня 18—20 м диаметром, но большинство «сеси» имеют диаметр 6—7,5 м. Идентичный характер керамики, найденный в сеси, с теми, что были найдены в домах поселенцев, говорит что она клалась в погребения после употребления.